# Destinația mea: Stelele
Destinația mea: Stelele (1956) (titlu original The Stars My Destination) este un roman științifico-fantastic scris de Alfred Bester. Serializat în patru părți în revista Galaxy începând cu numărul din octombrie 1956, a apărut inițial în volum sub titlul Tiger! Tiger! (după poemul lui William Blake "The Tyger", al cărui prim vers este tipărit pe prima pagină a romanului). Această lansare a avut loc în Anglia și cartea a rămas cunoscută sub acest nume pe piețele în care a circulat această ediție. Alte titluri sub care a apărut cartea sunt Hell's My Destination și The Burning Spear. O adaptare radiofonică realizată de Ivan Benbrook a fost lansată de BBC Radio 4 pe 14 septembrie 1991, fiind redifuzată pe 16 august 1993.

## Cadru și influențe
Destinația mea: Stelele a anticipat multe dintre caracteristicile mișcării ulterioare cyberpunk, printre care megacorporații la fel de puternice ca guvernele, precum și o viziune generală întunecată a viitorului și îmbunătățirea cibernetică a corpului. Bester a adăugat acestui amestec conceptul că ființele umane pot învăța să se teleporteze ("jaunteze") dintr-un loc în altul cu multe limitări personale și una absolută: nimeni nu poate jaunta în spațiu. Pe suprafața unei planete, jauntarea este mijlocul de transport folosit, dar în afara acesteia, oamnii sunt nevoiți să se rezume la mașini. În acestă lume, telepatia este foarte rară, unul dintre personajele importante ale romanului putând trimite gânduri, dar fiind incapabil să le recepționeze.
Romanul poate fi considerat o adaptare science fiction a romanului lui Alexandre Dumas Contele de Monte Cristo. El prezintă un om complet lipsit de imaginație sau ambiție, Gulliver Foyle, introdus în felul următor: "Murea deja de o sută șaptezeci de zile și încă nu era mort.". Foyle este un om cu potențial, dar fără motivație, care se trezește exilat în spațiu. Nici măcar acest lucru nu îl face să se adune mai mult decât pentru a găsi aer și mâncare, dar totul se schimbă când o navă de salvare trece pe lângă el, scoțându-l irevocabil din pasivitatea sa. Foyle devine un monstru monomaniac și sofisticat dornic de răzbunare. Purtând multe măști, învățând multe lucruri, acest om "inutil" își urmărește scopurile fără odihnă; niciun preț nu e prea mare pentru el.
Scenariul omului abandonat pe o epavă, ignorat de navele care trec pe acolo, își are originea într-o poveste citită de Bester în revista National Geographic, în care un marinar naufragiat în timpul celui de-Al Doilea Război Mondial a supraviețuit patru luni pe pe o plută în Oceanul Pacific, navele care treceau pe lângă el evitând să îl ia la bord deoarece căpitanii lor se temeau că pluta este o momeală menită să îi aducă în raza torpilelor submarinelor japoneze.

### Terminologie și aluzii
Titlul "Destinația mea: Stelele" derivă dintr-un catren citat de două ori de Foyle pe parcursul cărții. Prima dată, când este pierdut în spațiu, spune:
Gully Foyle mă numesc
Și Terra nu-este nația.
Cosmosu-l locuiesc,
Moartea mi-i destinația.
Către sfârșitul cărții, după ce a revenit la viața omenească și a devenit un fel de erou, spune:
Gully Foyle mă numesc
Și Terra mi-este nația.
Cosmosu-l locuiesc,
Stelele mi-s destinația.
Ambele catrene au la bază o formă poetică populară în Anglia și Statele Unite între secolul al XVIII-lea și jumătatea secolului XX, în care o persoană își spunea numele, țara, orașul și o predică religioasă (deseori "Cerul mi-i destinația") într-o formă de patru versuri care rimează. Acest procedeu literar fusese folosit anterior de James Joyce în Portretul artistului în tinerețe.
Bester a început lucrul la carte pe când era în Anglia, luându-și numele personajelor dintr-un index telefonic englezesc. Rezultatul a fost că multe personaje au primit numele unor orașe britanice: Gulliver Foyle - Lough Foyle), Robin Wednesbury - Wednesbury), clanul Presteign - Presteigne, Regis Sheffield - Sheffield, Y'ang-Yeovil - Yeovil, Saul Dagenham - Dagenham, Sam Quatt - Quatt, Rodger Kempsey - Kempsey, Worcestershire, etc.

## Intriga
Gully Foyle este ultimul supraviețuitor al navei comerciale Nomad, care așteaptă în zadar de peste șase luni să fie salvat. Când zărește nava Vorga, trimite semnale de ajutor, dar nava trece pe lângă el, lăsându-l să moară. Acest gest declanșează în Foyle o furie care îl schimbă, făcând din răzbunare misiunea sa.
Făcând o improvizație la motorul navei Nomad, Foyle reușește să ajungă în centura de asteroizi, unde este capturat și închis în asteroidul Sargasso, creat din epavele altor nave. Locuitorii, care se autointitulează Poporul Savant, îi tatuează pe față o mască tā moko, cu cuvintele "N♂MAD" pe frunte și îl căsătoresc pe Foyle cu o femeie din rândul lor. Odată ce își revine, Foyle distruge asteroidul, fiind luat la bord de o navă de pe Planetele Interioare. În momentul în care ajunge în fața unei oglinzi, Foyle devine conștient de tatuajul de pe fața lui.
Deghizat într-un jaunter cu dizabilități printre alții care fac terapie pentru răni la cap care le-au afectat abilitatea, Foyle plănuiește să atace Vorga. Înainte de a reuși să facă acest lucru, planul îi este descoperit de instructoarea lui, Robin Wednesbury - care are puteri telepatice și poate trimite altora gânduri, dar nu le poate recepționa. El o șantajează pe Robin să îl ajute, dar atacul său asupra navei Vorga eșuează și el este capturat de forțele de securitate ale lui Presteign, aristocratul aflat la conducerea corporației Presteign, proprietarea navei Vorga. Ei îl interoghează legat de Nomad, dar Foyle refuză să răspundă, ceea ce determină aruncarea lui în Abisul Martel, un complex de peșteri subterane din Munții Pirinei. Acestea sunt folosite pe post de închisoare, deținuții locuind în întuneric total, incapabili să își formeze o imagine a locurilor, lucru necesar jauntării.
Foyle descoperă un mijloc de a comunica prin sunete cu prizoniera de lângă el, Jisbella McQueen, împreună cu care complotează să evadeze. McQueen reușește să îndepărteze tatuajul lui Foyle, dar nu în totalitate: deși fața sa arată normal în majoritatea timpului, când devine surescitat sau nervos sângele care irigă fața să din nou la iveală urmele tatuajului. 
Dagenham conduce spitalul în care este îndepărtat tatuajul, dar Foyle și Jisbella fug cu o navă și se îndreaptă spre asteroidul Sargasso, unde recuperează seiful de pe Nomad. Pe când îl încarcă pe nava lor, sosesc oamenii lui Dagenham, care reușesc să o captureze pe Jisbella, wîn timp ce Foyle fuge. Cu averea din seif, Foyle intenționează să îl găsească pe căpitanul navei Vorga, răzbunându-se pe o persoană în locul navei. El își dă seama că trebuie să învețe să se controleze, pentru a nu fi dat de gol de urmele de pe față.
Folosind un nume fals, "Geoffrey Fourmyle de la Ceres", Foyle re-apare ca un om de bani gata care farmecă aristocrația cu antichități, conducând o trupă de ciudați numită Circul Șapte Kilometri. Foyle și-a schimbat mult aspectul fizic și s-a auto-educat și o contactează pe Robin Wednesbury, oferindu-i să o ajute să își regăsească familia cu condiția să își folosească telepatia unidirecțională pentru a-l ajuta să facă față în înalta societate, lucru pe care ea îl acceptă fără prea multă tragere de inimă.
În timpul unei petreceri, Foyle o reîntâlnește pe Jisbella McQueen, acum iubita lui Saul Dagenham, detectivul care îl interogase pe el. Cu această ocazie, află că adevăratul motiv pentru care Dagenham dorea să știe locația exactă a navei Nomad era conținutul seifului: o substanță numită PirE - pe care Foyle o descoperise și nu știa ce e. Apoi, în timpul unui atac nuclear al Sateliților Exteriori, Foyle este fermecat de fiica lui Presteign, Olivia, care a văzut atacul folosindu-și capacitățile vizuale modificate.
Foyle continuă vânătoarea căpitanului navei Vorga, dar toți cei care îl pot duce la el au implantat un fel de "reflex mortal", care se activează la menționarea navei. În timpul acestor evenimente, Foyle este terorizat de apariția unei imagini a sale în flăcări. În cele din urmă îl găsește pe căpitan, acum un neo-Skoptsy (o persoană cu toți senzorii nervoși dezactivați) care trăiește pe Marte, ca atare fiind imun la tortură. Foyle răpește un telepat, interoghează căpitanul și află că Olivia Presteign se afla, de fapt, la comanda navei Vorga - moment în care cripta este devastată de soldați de comando.
Foyle este salvat de Olivia, care obișnuiește să transporte refugiați contra unor sume de bani, doar pentru a-i arunca apoi în spațiu. Printre victimele ei se numără și familia lui Robin. Ea vede în Foyle pe cineva care nu poate trăi printre oamenii "normali", cineva pe potriva dorinței ei de distrugere și cucerire.
Mânat de furie, remușcare și autocompătimire, Foyle vrea să se predea autorităților, dar cel căruia i se predă, Sheffield, este un agent dublu care lucrează pentru Sateliții Exteriori. Aceștia îl vor pe Foyle deoarece el pare să dețină secretul jauntării în spațiu: i se implantase un impuls care să atragă navele spre epava Nomadului, dar a jauntat înapoi în epavă de la sute de mii de kilometri depărtare.
Când Presteign află despre legătura dintre Olivia și Foyle suferă un atac de epilepsie și dezvăluie că PirE este cel mai puternic exploziv creat vreodată. Deoarece e activat telepatic, Robin este desemnată să îl activeze. PirE-ul explodează, devastând zone întregi ale lumii, printre care cartierul general al Circului Fourmyle din Catedrala St. Patrick - unde se află Foyle și Sheffield. Explozia distruge parțial clădirea, omorându-l pe Sheffield și blocându-l pe Foyle, inconștient dar viu.
Din cauza efectului pe care explozia le are asupra implanturilor sale nervoase, lucru care duce la sinestezie, Foyle se jauntează în spațiu, revizitând momentele cheie ale călătorie sale până în acel punct. Ca om în flăcări, apare în fața propriilor ochi din vremea căutării, precum și în alte perioade și locuri, cum ar fi evadarea din Abisul Martel (distrăgând gărzile și permițându-i Jisbellei să iasă), sau când Foyle era la bordul Nomadului. În cele din urmă, el jauntează într-o locație necunoscută din viitor, unde Robin îi transmite telepatic instrucțiuni ale rutei pe care să o urmeze pentru a părăsi catedrala, rută pe care simțurile sale confuze nu erau capabile să o stabilească.
Revenit în prezent, Foyle este presat de toți să predea restul de PirE, sau să permită omenirii să beneficieze de abilitatea sa de a jaunta în spațiu. Pentru Foyle, aceasta este o situație cu două variante necâștigătoare: să predea o armă mortală omenirii, sau să lase omenirea să se răspândească precum o plagă prin jauntarea spațială. El îi conduce în cele din urmă la seiful unde se afla restul de PirE, dar îl fură și îl dă mulțimilor de oameni de pe întreg globul, spunându-le ce este. "Le-am restituit viața și moartea oamenilor care trăiesc și mor", spune el. Într-un ultim discurs, el cere omenirii să aleagă între autodistrugere și urmarea lui în spațiu.
În acest moment, el înțelege cheia jauntării prin spațiu: credința - nu într-o ceritudine sau un răspuns, ci în faptul că, undeva, există un răspuns. În continuare, pornește să jaunteze de la o stea la alta, găsind lumi colonizabile. La sfârșit revine pe Nomad, iar Poporul Savant îl recunoaște ca om sfânt.

## Speculații științifice
Romanul include câteva dintre primele descrieri notabile ale proto-științei și ale ficțiunii tehnologice, printre care portretizarea psionicii. Fenomenul "jauntării", numit după savantul care l-a descoperit (Jaunte) reprezintă teleportarea instantaneea folosind puterea gândului. Desoperirea acestei abilități distruge echilibrul economic dintre Planetele Interioare (Venus, Pământ, Marte și Lună) și Sateliții Exteriori (diverși sateliți ai lui Jupiter, Saturn și Neptun), ducând la un război între cele două facțiuni. Toate efectele jauntării asupra societății lumii din roman sunt examinate într-un mod SF clasic: femeile din clesele superioare sunt închise în camere rezistente la jauntare "pentru protecția lor", tratamentul asociat criminalilor revine la "sistemul de separație" victorian, iar lumea e plină de ciudați și de monștri.
A doua tehnologie semnificativă a romanului o constituie substanța rară numită "PirE", o armă suficient de puternică pentru a permite câștigarea unui război interplanetar.
Descrierea făcută de Bester sinesteziei este prima menționare populară făcută în limba engleză, fiind și foarte corectă.

## Primire și influențe
Recenziile romanului au fost amestecate. Cunoscutul scriitor și critic Damon Knight a acuzat în In Search of Wonder (1956) "prostul gust, inconsistența, iraționalitatea și erorile" romanului, dar a catalogat sfârșitul lui ca fiind "grotesc de emoționant". Într-un profil făcut lui Bester pentru Continuum Encyclopedia of American Literature (2005), criticul Steven H. Gale consideră romanul o reflectare a maturizării autorului, "evoluția continuă a omenirii ca specie", o temă mai importantă decât cele tratate în operele anterioare. Gale continuă declarând romanul ca fiind cea mai ambițioasă operă a lui Bester din punct de vedere estetic, aducând ca argument în acest sens fonturile disparate care evocă sinestezia, limbajul tot mai inteligent pe care îl folosește protagonistul pe măsura maturizării sale și încadrearea romanului între variațiunile catrenului lui Blake.
Mai aproape de zilele noastre, romanul a fost foarte aclamat de către câțiva scriitori de science fiction. Neil Gaiman scria în introducerea ediției din 1999 a romanului: "Se pare că genul cyberpunk al anilor '80 îi datorează mult lui Bester - și în special acestei cărți". "Destinația mea: Stelele este, până la urmă, romanul cyberpunk perfect: are elemente specifice cum sunt intrigile corporațiilor multinaționale, un MacGuffin periculos, misterior și hiperștiințific (PirE), un erou imoral, o hoață atractivă..." James Lovegrove l-a numit "cea mai bună operă a lui Bester", iar Thomas M. Disch l-a considerat "unul dintre cele mai bune romane SF ale anilor '60". "În domeniul nostru au fost produse doar câteva opere geniale, iar aceasta este una dintre ele", scria Joe Haldeman, care a adăugat că citește romanul "la fiecare doi sau trei ani și încă îl mai impresionează". După spusele lui Samuel R. Delany, cartea este "considerată de mulți cel mai bun roman SF de sine stătător", în timp ce Robert Silverberg consideră că este "pe lista tuturor cu cele mai bune zece romane SF". Scriitorul fantasy Michael Moorcock a apreciat-o ca "o poveste de aventuri superbă" care înglobează cu adevărat principiile libertariene. Într-un sondaj realizat în 2011 printre cei mai importanți scriitori de science fiction, în care li se cerea să numească opera lor preferată din acest gen, Destinația mea: Stelele a constituit opțiunea lui William Gibson și a lui Moorcock. Gibson a remarcat faptul că această carte este "scrisă cu pași siguri, suculentă", "amețitoare prin ritm și răsucire" și un "talisman" pentru el în scrierea primului său roman. Moorcock a ridicat în slăvi romanul lui Bester, care amintește "de ce SF-ul de calitate conține încă, la fel ca la Ballard, imagini vii și o proză puternică combinate într-o viziune morală plină de forță".

## Opere derivate
O dramatizare intitulată Tiger! Tiger! a fost lansată de BBC Radio 4 pe 14 septembrie 1991, fiind redifuzată pe 16 august 1993. Scenariul i-a aparținut lui Ivan Benbrook, iar regia lui Andy Jordan. Alun Armstrong l-a interpretat pe Gully Foyle, Miranda Richardson pe Olivia, Siobhan Redmond pe Robin Wednesbury și Lesley Manville pe Jisbella McQueen. Deși multă vreme romanul a fost considerat imposibil de ecranizat, drepturile au fost achiziționate în 2006 de către Universal Pictures.

## În cultura populară
Stephen King face referire la Destinația mea: Stelele în câteva dintre operele sale. În Lisey's Story (2006), personajul din titlu își amintește despre romanul preferat al soțului ei decedat. Povestirea "The Jaunt" (1981) își ia titlul de la carte și o menționează explicit în câteva locuri. Gully Foyle are o apariție episodică în rolul unui agent al unei organizații din seria Thursday Next a lui Jasper Fforde, iar unul dintre romanele seriei, The Well of Lost Plots, dă numele Destinația mea: Stelele unui tabloid dintr-un univers ficțional.
Romanul a inspirat cântecul "Tiger! Tiger!" al formației de heavy metal Slough Feg, apărut pe albumul lor de debut din 2007, Hardworlder, pe a cărui copertă se află Gully Foyle. "The Stars Our Destination" este numele unui cântec de pe albumul din 1994 al grupului Stereolab, Mars Audiac Quintet.
Serialul de televiziune britanic The Tomorrow People folosește termenul de jauntare când face referire la teleportare.
Jocul Dungeons and Dragons conține o vrajă numită Ethereal Jaunt, care funcționează diferit: în loc de teleportare, îl face pe utilizator invizibil și fără corp.